# Liste des voyages présidentiels à l'étranger de François Mitterrand

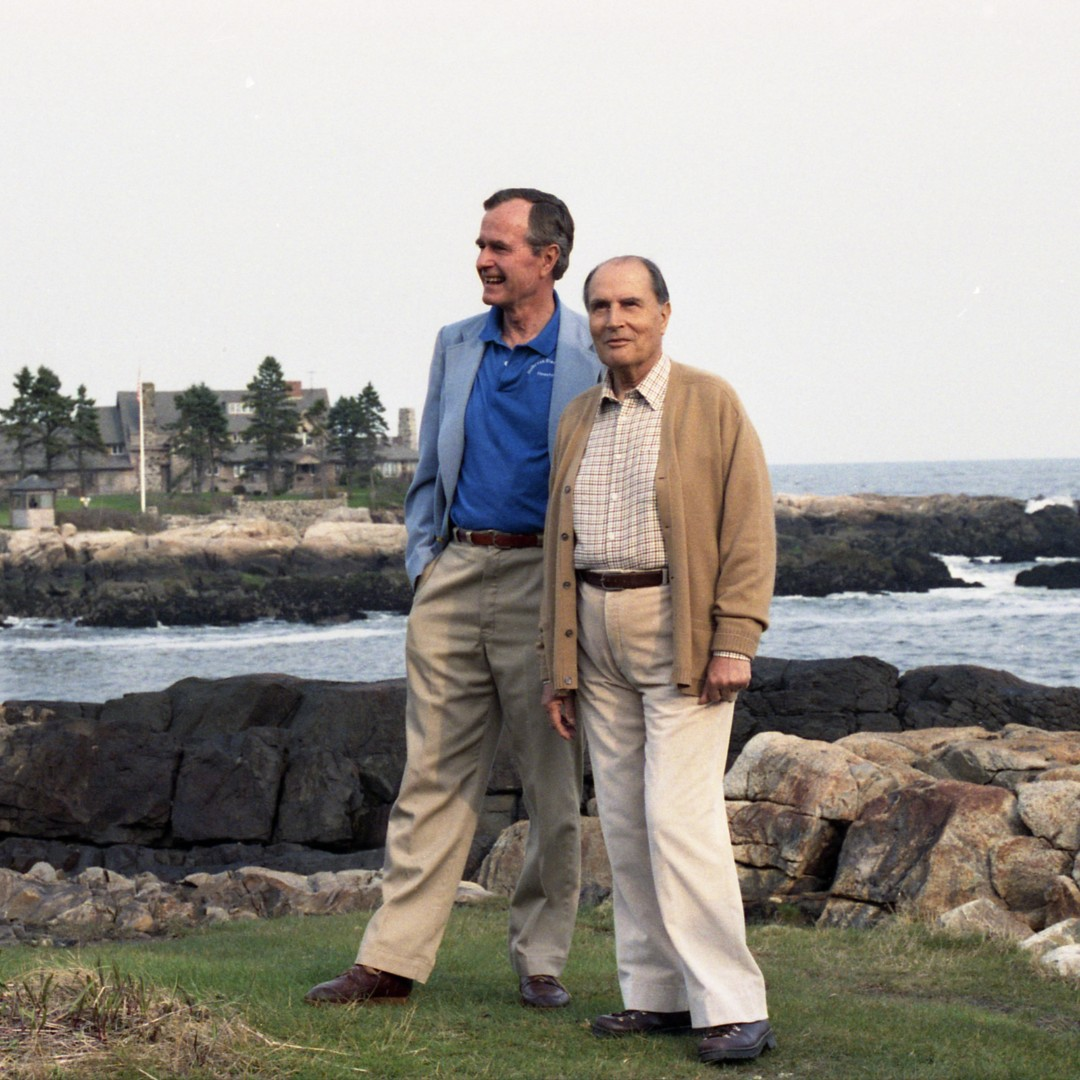
George H. W. Bush et François Mitterrand à Kennebunkport, le 20 mai 1989.

François Mitterrand, en tant que quatrième président de la Cinquième République, a rythmé ses deux septennats par des voyages présidentiels à l'étranger, de 1981 à 1995.  
Cette liste ne prend pas en compte les voyages non présidentiels effectués lorsqu'il était Premier secrétaire du Parti socialiste ou ministre. 
On compte près de 86 pays visités durant sa présidence. 

## Liste des voyages présidentiels à l'étranger[1]
|     | Dates                                 | Pays                      | Villes                                                                      | Détails du voyage |
| --- | ------------------------------------- | ------------------------- | --------------------------------------------------------------------------- | --- |
| 1   | 29 juin 1981                          | Luxembourg                | Luxembourg                                                                  | Déplacement dans le cadre du Sommet européen. |
| 2   | 19 juillet 1981 - 21 juillet 1981     | Canada                    | Ottawa                                                                      | Déplacement dans le cadre du sommet du G7 à Ottawa. |
| 3   | 10 septembre 1981 - 11 septembre 1981 | Royaume-Uni               | Londres                                                                     | Déplacement dans le cadre du premier sommet franco-britannique. Margaret Thatcher relance l'idée, précédemment évoquée, d'un tunnel sous la Manche. |
| 4   | 26 septembre 1981 - 28 septembre 1981 | Arabie saoudite           | Taëf, Riyad                                                                 | Première visite d’État. Discussions sur l'Europe, les rapports Nord/Sud et les questions stratégiques régionales |
| 5   | 11 octobre 1981                       | Égypte                    | Le Caire                                                                    | Déplacement en Égypte pour les obsèques de Anouar el-Sadate. |
| 6   | 17 octobre 1981 - 19 octobre 1981     | États-Unis                | Virginie                                                                    | Déplacement aux États-Unis pour le bicentenaire des batailles de Chesapeake et Yorktown. |
| 7   | 19 octobre 1981 - 23 octobre 1981     | Mexique                   | Mexico, Cancún                                                              | Déplacement dans le cadre du Sommet de Cancun, précédé d'un discours de solidarité avec les pays en voie de développement |
| 8   | 26 novembre 1981                      | Royaume-Uni               | Londres                                                                     | Déplacement dans le cadre du Conseil européen. Le débat porte essentiellement sur les céréales (leur évolution des prix, la position face aux exportations américaines). |
| 9   | 30 novembre 1981 - 1 décembre 1981    | Algérie                   | Alger                                                                       | Conclusion d'accords de coopérations bilatérale. Approfondissement des relations économiques, et la baisse des tensions diplomatiques entre les deux pays |
| 10  | 26 février 1982 - 27 février 1982     | Italie                    | Rome                                                                        | Déplacement dans le cadre d'un sommet franco-italien. Rencontre avec le pape Jean-Paul II. |
| 11  | 3 mars 1982 - 4 mars 1982             | Israël                    | Jérusalem                                                                   | Accueilli par Yitzhak Navon, François Mitterrand arrive à Jérusalem où il se rend en visite officielle pour trois jours. Il est accueilli par le président Itzhak Navon. C'est la première visite d'un chef d'État ou de gouvernement français depuis trente-cinq ans qu'existe l'État hébreu. Le 4, François Mitterrand, devant le Parlement israélien refuse de se poser en « arbitre ou en médiateur », et proclame « l'irréductible droit de vivre » du peuple juif, mais aussi « des peuples qui entourent » Israël, en particulier les Palestiniens de Gaza ou de Cisjordanie et les Libanais. Lançant un appel au « dialogue » et précisant que l'O.L.P. ne peut continuer à dénier à Israël « le droit d'exister et les moyens de sa sécurité », François Mitterrand rappelle que « le dialogue suppose que chaque partie peut aller au bout de son droit, ce qui, pour les Palestiniens comme pour les autres, peut, le moment venu, signifier un État ». C'est d'ailleurs ce « soutien de la France au principe d'un État palestinien » que Menahem Begin qualifie dans sa réponse de « principal obstacle » à l'amitié franco-israélienne. Un mémorandum adressé à François Mitterrand est remis au ministre des Relations extérieures français, expliquant les griefs des habitants de Cisjordanie et de Gaza contre les autorités israéliennes des territoires occupés. Alors qu'à Jérusalem on se félicite de la « visite historique » de François Mitterrand, l'O.L.P. dénonce le 5 à Beyrouth « l'alignement total sur Israël » de la politique française. |
| 12  | 12 mars 1982                          | États-Unis                | Washington D.C.                                                             | Déplacement dans le cadre d'une rencontre Mitterrand-Reagan. Discussions stratégiques au sujet du communisme. |
| 13  | 14 avril 1982 - 18 avril 1982         | Japon                     | Tokyo, Kyoto                                                                | Visite d’État au Premier ministre Zenkō Suzuki et à l'Empereur du Japon |
| 14  | 19 avril 1982                         | Canada                    |                                                                             | Déplacement dans le cadre de la préparation au futur G7. Rencontre avec Pierre Elliott Trudeau. |
| 15  | 19 mai 1982                           | Algérie                   | Alger                                                                       | Début de la première tournée africaine du Président. |
| 16  | 20 mai 1982                           | Niger                     | Niamey                                                                      | Première tournée africaine du Président. |
| 17  | 21 mai 1982                           | Côte d'Ivoire             | Abidjan                                                                     | Première tournée africaine du Président. |
| 18  | 22 mai 1982 - 24 mai 1982             | Sénégal                   | Dakar                                                                       | Première tournée africaine du Président. |
| 19  | 25 mai 1982                           | Mauritanie                | Nouakchott                                                                  | Fin de la première tournée africaine du Président. |
| 20  | 16 juin 1982 - 17 juin 1982           | Autriche                  | Vienne                                                                      | Entretiens avec Rudolf Kirchschläger, président de la République et le chancelier. |
| 21  | 22 juin 1982 - 24 juin 1982           | Espagne                   | Madrid                                                                      | Visite d'Etat. Discussions au sujet de l'entrée de l'Espagne dans la Communauté économique européenne ainsi qu'au sujet du terrorisme basque. |
| 22  | 1 septembre - 2 septembre 1982        | Grèce                     | Athènes                                                                     | Discussion sur le problème chypriote, les propositions de paix au Proche-Orient, et le commerce Est-Ouest notamment. |
| 23  | 6 octobre 1982 - 7 octobre 1982       | Burundi                   | Bujumbura                                                                   | Début de la deuxième tournée africaine du Président. |
| 24  | 7 octobre 1982                        | Rwanda                    | Kigali                                                                      | Deuxième tournée africaine du Président. |
| 25  | 8 octobre 1982 - 9 octobre 1982       | Zaïre                     | Kinshasa                                                                    | Deuxième tournée africaine du Président. Neuvième sommet franco-africain. |
| 26  | 11 octobre 1982                       | Congo                     | Brazzaville                                                                 | Fin de la deuxième tournée africaine. |
| 27  | 21 octobre 1982 - 22 octobre 1982     | RFA                       | Bonn                                                                        | 40ème sommet franco-allemand |
| 28  | 24 octobre 1982 - 26 octobre 1982     | Égypte                    | Le Caire, Assouan                                                           | Entretien avec Hosni Moubarak |
| 29  | 26 novembre 1982 - 30 novembre        | Inde                      | New Delhi                                                                   | Entretien avec Indira Gandhi, accord sur la vente d'uranium enrichi à l'Inde |
| 30  | 3 décembre 1982 - 4 décembre 1982     | Danemark                  | Copenhague                                                                  | Présence du Président au Sommet européen à Copenhague. |
| 31  | 13 janvier 1983 - 15 janvier 1983     | Togo                      | Lomé                                                                        | Début de la troisième tournée africaine du Président. Entretien avec le général Gnassingbe Eyadema, dans un climat cordial. |
| 32  | 15 janvier 1983 - 16 janvier 1983     | Bénin                     | Cotonou                                                                     | Troisième tournée africaine du Président. Entretien avec le président Kérékou où il met en garde la Libye contre toute nouvelle intervention dans le conflit tchadien. |
| 33  | 17 janvier 1983 - 18 janvier 1983     | Gabon                     | Libreville                                                                  | Troisième tournée africaine du Président. Entretien avec Omar Bongo qui adresse un sévère avertissement aux coopérants français pas assez « dociles » et demande publiquement l'aide de la France pour la construction d'une centrale nucléaire. Le voyage se termine par l'inauguration du deuxième tronçon du transgabonais. |
| 34  | 27 janvier 1983 - 29 janvier 1983     | Maroc                     | Rabat Marrakech                                                             | Discours devant le Parlement axé sur les questions internationales, et l'attachement au droit des populations du Sahara occidental à l'autodétermination, au droit d'Israël à l'existence, aux droits de l'homme, et réaffirme la volonté de la France de mettre en pratique une politique méditerranéenne. Entretient avec Hassan II lors d'un diner. Inauguration du barrage d'Ain-Chouarat. |
| 35  | 2 mai 1983                            | Népal                     | Katmandou                                                                   | Discussion sur l'aide au développement et la situation politique dans le monde notamment. |
| 36  | 3 mai 1983 - 7 mai 1983               | Chine                     | Pékin                                                                       | Visite officielle de François Mitterrand en Chine. Peu après son arrivée et lors d'un banquet au Palais du Peuple il condamne l'agression et l'occupation du Cambodge |
| 37  | 28 mai 1983 - 31 mai 1983             | États-Unis                | Williamsburg                                                                | Participation à la réunion du sommet économique. |
| 38  | 20 juin 1983 - 21 juin 1983           | Cameroun                  | Douala Yaoundé                                                              | Entretiens avec Paul Biya sur les rapports bilatéraux et les échanges commerciaux. Entretiens avec l'ancien président Ahmadou Ahidjo. |
| 39  | 12 octobre 1983 - 14 octobre 1983     | Belgique                  | Bruxelles                                                                   | Discussion et discours à l'hôtel de ville de Bruxelles, notamment sur la position française sur les euromissiles jeudi 13 octobre 1983. |
| 40  | 27 octobre 1983 - 29 octobre 1983     | Tunisie                   | Tunis                                                                       | Entretiens avec Habib Bourguiba sur les problèmes de coopération franco-tunisienne comme l'évolution de la situation au Proche-Orient. Entretiens également avec Chedli Klibi, secrétaire général de la Ligue arabe. |
| 41  | 19 janvier 1984 - 20 janvier 1984     | Monaco                    | Monaco                                                                      | Discussion sur les relations franco-monégasques. |
| 42  | 2 février 1984                        | RFA                       | Edenkoben                                                                   | Rencontre informelle avec le chancelier Kohl |
| 43  | 21 mars 1984 - 28 mars 1984           | États-Unis                | Andrews Atlanta San Francisco Knoxville Pittsburh New York                  | Le 21, François Mitterrand est accueilli sur la base militaire d'Andrews par le secrétaire d'État George Shultz. Les 22 et 23, il rencontre à plusieurs reprises Ronald Reagan. Les deux chefs d'État expriment leur volonté de reprendre le dialogue avec l'Union soviétique et laissent dans l'ombre les sujets de désaccord, en particulier la politique centraméricaine de l'administration Reagan. François Mitterrand prononce, le 22, un discours devant le Congrès et annonce, le 23, au cours d'une conférence de presse, qu'il a l'intention de se rendre avant la fin de l'année en Union soviétique. Le 24, il se rend à Atlanta où il est reçu par Andrew Young, maire de la ville, l'un des principaux dirigeants de la communauté noire américaine, et arrive le soir même à San Francisco. Les 25 et 26, à San Francisco et dans sa région, François Mitterrand se passionne pour les technologies nouvelles : il visite le village solaire de Davis, est reçu à l'université de Berkeley et à l'université Stanford et se rend dans la Silicon Valley, où sont regroupés un quart de l'industrie électronique et près de la moitié de l'industrie des composants. À chaque fois, il s'entretient avec des universitaires, des hommes d'affaires, des chercheurs, et exprime son admiration pour le dynamisme industriel des Américains, dont il « souhaite que la France s'inspire ». Le 27, François Mitterrand visite la ferme de John Block, secrétaire d'État à l'Agriculture, à Knoxville (Ill.), puis prononce un discours à l'université Carnegie Mellon de Pittsburgh où, constatant que « tout passe aujourd'hui par la connaissance des techniques de l'informatique », il appelle de ses vœux le lancement d'une sorte de plan Marshall de transfert des connaissances et du savoir à l'échelle de la planète. Le 28, à New York, il défend sa politique économique devant des hommes d'affaires, reçoit Gary Hart et s'entretient par téléphone avec Walter Mondale, les deux principaux candidats démocrates à l'élection présidentielle américaine. Avant de regagner Paris, François Mitterrand fait état du bilan positif de son voyage. |
| 44  | 14 mai 1984 - 15 mai 1984             | Norvège                   | Oslo                                                                        | Accueilli par le roi Olaf V, le président de la République française s'attache, au cours de ce séjour, à favoriser le développement des relations bilatérales et à préciser ses vues sur les rapports Est-Ouest. |
| 45  | 21 juin 1984 - 23 juin 1984           | Union soviétique          | Moscou                                                                      | Discussion au centre de presse du MID à Moscou |
| 46  | 16 mai 1984 - 18 mai 1984             | Suède                     | Stockholm                                                                   | Entretien à plusieurs reprises avec le chef du gouvernement des problèmes de sécurité. |
| 47  | 9 juillet 1984 - 11 juillet 1984      | Jordanie                  | Amman                                                                       | Entretien avec le roi Hussein portant principalement sur le conflit irano-irakien et sur la question du Proche-Orient. |
| 48  | 11 juillet 1984                       | Égypte                    | Caire                                                                       | Réunion de travail avec le président Hosni Moubarak. |
| 49  | 23 octobre 1984 - 26 octobre 1984     | Royaume-Uni               | Londres                                                                     | Mitterrand arrive à Londres pour une visite d'État de quatre jours, qui coïncide avec le quatre-vingtième anniversaire de l'Entente cordiale. Il est accueilli avec faste à Victoria Station par la reine Élisabeth, et se rend, en sa compagnie, à Buckingham Palace. Le 24, après un déjeuner de travail avec Margaret Thatcher, essentiellement consacré aux problèmes communautaires, le président de la République s'adresse aux deux Chambres réunies, dans le cadre prestigieux de la Galerie royale du Parlement de Westminster. C'est l'occasion pour lui de lancer un « appel solennel » aux grandes puissances afin qu'elles reprennent les négociations sur les armements. Il est ensuite l'hôte à dîner de dame Mary Donaldson, lord-maire de Londres, au Guildhall. Les 25 et 26, les deux derniers jours du séjour présidentiel sont d'un caractère plus privé, avec un pèlerinage au port de Darmouth, en Cornouailles, d'où François Mitterrand s'embarqua en février 1944 pour regagner la France occupée, puis avec une rencontre, à Bowood, avec lord Shelburne, descendant de l'artisan de l'Entente cordiale en 1904. |
| 50  | 26 novembre 1984 - 28 novembre 1984   | Syrie                     | Damas                                                                       | Discussion sur la politique étrangère de la France avec M. Hafez Al-Assad. |
| 51  | 8 décembre 1984 - 10 décembre 1984    | Zaïre                     | Kinshasa                                                                    | Commencée dans une atmosphère tendue en raison de plusieurs différends la visite se termine sur une note optimiste, le président Mobutu ayant renoncé à boycotter le sommet franco-africain. |
| 52  | 10 décembre 1984                      | Rwanda                    | Kigali                                                                      | François Mitterrand se rend pour un déjeuner de travail au Rwanda où il s'entretient avec le président Habyarimana. |
| 53  | 11 décembre 1984 - 12 décembre 1984   | Burundi                   | Gitega                                                                      | Présence à la onzième conférence franco-africaine. Mitterrand prononce un discours où il affirme qu'« aucune agression ne sera tolérée ». Il souligne aussi par rapport au Tchad que la France n'interviendra que si les troupes libyennes franchissent le 16e parallèle et il invite les Tchadiens à former un gouvernement d'union nationale. Mais il traite surtout de la crise économique et de la sécheresse en déclarant que « nul ne peut accepter que l'Afrique s'enfonce dans la pauvreté ». |
| 54  | 12 décembre 1984 - 13 décembre 1984   | République centrafricaine | Bangui                                                                      | Les 12 et 13, François Mitterrand est très chaleureusement accueilli en République centrafricaine, pays à qui la France apporte une aide considérable, tant économique que militaire. Le chef de l'État français souligne au cours de son séjour la « position géographique et stratégique irremplaçable » de la République centrafricaine. |
| 55  | 15 septembre 1985                     | Guyane                    |                                                                             | Voyage en Guyane et à Mururoa sur le maintien de la puissance française dans le Pacifique Sud. |
| 56  | 14 octobre 1985 -18 octobre 1985      | Brésil                    | Brasilia                                                                    | Le principal sujet de ses entretiens avec le président José Sarney est la question de la dette extérieure : François Mitterrand assure que la France, créancière du Brésil, ne défendra pas ses intérêts « au-delà de ce qui pourrait compromettre ceux de son partenaire ». Le séjour du président français est aussi l'occasion de « grandes retrouvailles culturelles » |
| 57  | 18 octobre 1985 - 20 octobre 1985     | Colombie                  | Carthagène                                                                  | Le chef de l'État français poursuit son voyage en Amérique latine par la Colombie avec le président Belisario Betancur. François Mitterrand rappelle que la France soutient les efforts en faveur de la paix menée par le groupe de Contadora. |
| 58  | 3 juillet 1986 - 4 juillet 1986       | États-Unis                | New York                                                                    | Visite officielle de travail. Rencontre avec le président Reagan à la résidence de l'amiral sur Governors Island. |
| 59  | 7 juillet 1986 - 10 juillet 1986      | Union soviétique          | Moscou                                                                      | Discussion sur le désarmement, les relations Est-Ouest et les relations franco-soviétiques notamment. |
| 60  | 16 septembre 1986 - 19 septembre 1986 | Indonésie                 | Djakarta                                                                    | Du 16 au 19, François Mitterrand effectue la première visite officielle d'un chef d'État français en Indonésie. Au cours d'une conférence de presse donnée le 17 à Djakarta, François Mitterrand réaffirme que la France maintiendra son rôle dans le Pacifique et réitère sa volonté de poursuivre les essais nucléaires de Mururoa. |
| 61  | 26 septembre 1986                     | Andorre                   | Andorre-la-Vieille                                                          | Le Co-Prince d'Andorre, discute notamment sur la réforme institutionnelle de la Principauté et l'identité andorrane. |
| 62  | 12 novembre 1986 - 13 novembre 1986   | Guinée                    | Conakry                                                                     | Entretien sur la coopération franco-guinéenne. |
| 63  | 14 novembre - 15 novembre 1986        | Togo                      | Lomé                                                                        | Présence à l'ouverture de la 13e conférence des chefs d'État de France et d'Afrique, notamment sur les relations franco-africaines et l'aide au développement. |
| 64  | 16 novembre 1986                      | Mali                      | Bamako                                                                      | Entretien sur la coopération franco-africaine, le conflit tchadien et les expulsions d'étrangers notamment. |
| 65  | 17 novembre 1986                      | Burkina Faso              | Ouagadougou                                                                 | Entretien avec M. Sankara sur le droit à l'autodétermination des peuples et l'aide au développement en Afrique notamment. |
| 66  | 3 juin 1987                           | Suisse                    | Zurich                                                                      | Entretien sur les relations culturelles franco-suisses, la question de l'adhésion de la Suisse à la CEE et les négociations de désarmement notamment. |
| 67  | 1 juillet - 2 juillet 1987            | Finlande                  | Helsinki                                                                    | Entretien sur les relations franco-finlandaises et la position de la France sur le désarmement. |
| 68  | 6 octobre 1987                        | Argentine                 | Buenos Aires                                                                | François Mitterrand commence, à Buenos Aires, une visite d'État de trois jours en Argentine avec le président Raul Alfonsin, en particulier du problème crucial de la dette (54 milliards de dollars pour l'Argentine). Le président français affirme que l'obligation de faire face à la dette ne doit pas hypothéquer la croissance des pays concernés. S'adressant, le 7, aux deux Chambres réunies en congrès, il les assure du soutien de la France, attentive aux « démocraties renaissantes ». |
| 69  | 6 avril 1987 - 8 avril 1987           | Portugal                  | Lisbonne                                                                    | François Mitterrand se rend en voyage officiel au Portugal, à l'invitation de Mario Soares. |
| 70  | 9 octobre 1987                        | Uruguay                   | Montevideo                                                                  | Mitterrand effectue une autre visite d'État en Uruguay qui lui permet d'aborder à nouveau les thèmes de la dette, du développement et de la démocratie. |
| 71  | 10 octobre 1987                       | Pérou                     |                                                                             | Mitterrand effectue une brève « visite d'amitié » au Pérou. Au président Alan García, qui repousse les exigences du F.M.I., il conseille de ne pas « s'isoler de la communauté internationale », lui rappelant que « la justice, c'est aussi le devoir de remplir ses obligations ». |
| 72  | 22 décembre 1987 - 23 décembre 1987   | Djibouti                  | Djibouti                                                                    | Entretien avec M. Hassan Gouled Aptidon sur les relations bilatérales - notamment militaires - entre la France et Djibouti et l'aide au développement. |
| 73  | 25 février 1988 - 26 février 1988     | Irlande                   | Dublin                                                                      | Entretien avec le Premier ministre et discours de Mitterrand devant les deux chambres du Parlement en évoquant le désarmement, la lutte contre la faim, ainsi que la construction européenne notamment. |
| 74  | 29 septembre 1988                     | États-Unis                | New York Blair House                                                        | ouverture de la 43e assemblée générale de l'ONU. Discours de Mitterrand devant l'Assemblée générale des Nations unies, sur la position de la France quant au désarmement (notamment les propositions sur les armes chimiques), aux conflits régionaux et à l'aide aux pays en voie de développement (proposition sur le remboursement de la dette). Discussion sur les relations franco-américaines et la proposition française d'une conférence internationale sur le désarmement des armes chimiques. |
| 75  | 25 novembre 1988 - 26 novembre 1988   | Union soviétique          | Baïkonour                                                                   | Discussion sur les relations franco-soviétiques, la coopération spatiale et les droits de l'homme notamment. |
| 76  | 18 janvier 1989 -19 janvier 1989      | Bulgarie                  | Sofia                                                                       | Le déplacement à Sofia répond à une invitation bulgare datant de l’élection de 1981, sur fond d’une promesse de ce dernier, lorsqu’il s’y était rendu en 1977 en tant que Premier secrétaire du Parti socialiste. |
| 77  | 20 mai 1989 - 21 mai 1989             | États-Unis                | Kennebunkport Maine Boston                                                  | A rencontré le président Bush à Kennebunkport, Maine et Boston tout en recevant un doctorat honorifique de l'Université de Boston. |
| 78  | 8 octobre 1989 -10 octobre 1989       | Venezuela                 | Caracas                                                                     | Inauguration Metro California-Altamira et de la Place de France 8 (1/20 acts) |
| 79  | 12 octobre 1989                       | Équateur                  | Quito                                                                       | Entretien avec Rodrigo Borja Cevallos sur la lutte contre le trafic de drogue, l'aide au développement et la position française sur le problème de dette des pays intermédiaires notamment. |
| 80  | 6 décembre 1989                       | Union soviétique          | Kiev                                                                        | Entretien avec Mikhaïl Gorbatchev sur les relations franco-soviétiques, le conflit du Liban, la démocratisation en Europe de l'Est et les relations entre l'Europe de l'Est et la CEE. |
| 81  | 20 décembre 1989 - 22 décembre 1989   | RDA                       | Berlin                                                                      | Discussion sur la réunification de l'Allemagne et l'équilibre de l'Europe face à ce problème ainsi que sur la situation politique en Roumanie, le désarmement et les accords de coopération entre la France et la RDA notamment. |
| 82  | 18 janvier 1990 - 19 janvier 1990     | Hongrie                   | Budapest                                                                    | Discussion sur les relations entre les pays d’Europe occidentale et les pays d’Europe de l’Est et sur les relations entre la France et la Hongrie notamment. |
| 82  | 21 février 1990                       | Pakistan                  | Islamabad                                                                   | Discussion sur la vente d'une centrale nucléaire et l'accord à propos de l'usine de retraitement des déchets, la position de la France sur le conflit entre l'Inde et le Pakistan concernant le Cachemire. |
| 84  | 22 février 1990 - 24 février 1990     | Bangladesh                | Dacca                                                                       | Discussion sur les relations entre la France et le Bangladesh, l'aide au développement, la réunification de l'Allemagne et la situation au Cambodge notamment. |
| 85  | 19 mai 1990                           | États-Unis                | Key Largo                                                                   | Réunion informelle avec le président Bush en Floride. |
| 86  | 15 mai 1990 - 18 mai 1990             | Polynésie française       | Papeete Rurutu Bora                                                         | Accompagné par six ministres, rencontre avec de nombreux élus, Mitterrand participe au centième anniversaire de la ville de Papeete, visite brièvement Rurutu et Bora-Bora, prend la parole devant l’Assemblée territoriale et réunit pour la deuxième fois le Conseil du Pacifique. |
| 87  | 11 juin 1990                          | Seychelles                | Mahé                                                                        | Discussion sur les relations franco-seychelloises, l'aide au développement et la dette des pays intermédiaires notamment. |
| 88  | 12 juin 1990                          | Maurice                   | Port-Louis                                                                  | Discussion sur les relations franco-mauriciennes, la francophonie et le lien entre développement et démocratie notamment. |
| 89  | 13 juin 1990                          | Comores                   | Moroni                                                                      | Discussion sur les relations franco-comoriennes, l'aide au développement et la francophonie notamment. |
| 90  | 15 juin 1990                          | Madagascar                | Tananarive                                                                  | Discussion sur les relations franco-malgaches, l'aide au développement et la francophonie. |
| 91  | 18 avril 1990 - 19 avril 1990         | Roumanie                  | Bucarest                                                                    | Discussion sur la coopération entre la France et la Roumanie et sur la construction d’une Europe unie et démocratique. |
| 92  | 29 août 1990                          | Islande                   | Reykjavik                                                                   | Discussion sur les négociations entre la CEE et l'AELE et le conflit du Moyen-Orient notamment. |
| 93  | 13 septembre 1990 - 14 septembre 1990 | Tchécoslovaquie           | Prague                                                                      | Discours devant l’Assemblée fédérale tchécoslovaque sur les perspectives d’une Europe élargie intégrant les pays de l’Est au sein d’une confédération et discussion sur les relations franco-tchécoslovaques, notamment culturelles. |
| 94  | 18 septembre 1990 - 20 septembre 1990 | Allemagne                 | Länder de l'Est (Brandebourg, Saxe, Thuringe) Berlin (conférence de presse) | Discussion sur les relations franco-allemandes, les positions française et allemande sur la construction européenne et l'élargissement de l'Europe au pays de l'Est. Voyage officiel en Allemagne notamment dans les Länder de l'Est (Brandebourg, Saxe, Thuringe) du 18 au 20 septembre 1991-dîner offert par le Président von Weizsaecker le 18 septembre |
| 95  | 13 janvier 1992 - 14 janvier 1992     | Luxembourg                | Luxembourg                                                                  | Discussion avec le Grand Duc et la Grande Duchesse de Luxembourg sur les relations franco-luxembourgeoises et l'identité de vues entre la France et le Luxembourg pour la construction de l'Europe notamment. |
| 96  | 28 janvier 1992 - 30 janvier 1992     | Oman                      | Mascate                                                                     | Discussion sur les relations franco-omanaises, le résultat et les enseignements de la guerre du Golfe, la situation au Proche et au Moyen-Orient, et l'hospitalisation à Paris de Georges Habache notamment. |
| 97  | 13 avril 1992 - 14 avril 1992         | Turquie                   | Ankara                                                                      | Discussion sur les relations entre la Turquie et l'Europe et sur les revendications indépendantistes des Kurdes du sud-est anatolien notamment. |
| 98  | 13 mai 1992                           | Lituanie                  | Vilnius                                                                     | Discours de Mitterrand devant le Parlement lituanien, sur la souveraineté lituanienne, la nécessité du retrait des troupes soviétiques et les relations entre la France et la Lituanie. |
| 99  | 14 mai 1992                           | Estonie                   | Tallin                                                                      | Discussion sur l'aide de la France à l'Estonie et sur le rôle de la CSCE. |
| 100 | 15 mai 1992                           | Lettonie                  | Riga                                                                        | Discussion sur la souveraineté et l'identité culturelle lettone, sur le problème du rapatriement des troupes soviétiques d'occupation et sur l'aide de la CEE et le soutien de la France à l'intégration de la Lettonie à l'Europe. |
| 101 | 28 juin 1992                          | Bosnie-Herzégovine        | Sarajevo                                                                    | La visite dura six heures et Mitterrand a témoigné sa solidarité à la population civile et tenté d'obtenir la réouverture de l'aéroport. |
| 102 | 31 juillet 1992                       | États-Unis                | New York                                                                    | Rencontre avec le président Bush lors d'un sommet du Conseil de sécurité des Nations Unies. |
| 103 | 25 novembre 1992 - 26 novembre 1992   | Israël                    | Jérusalem                                                                   | Discussion sur les négociations de paix au Proche-Orient, les rôles respectifs de la CEE et de l'OLP, les relations entre la France et Israël et notamment l'arrêt du boycott commercial |
| 104 | 27 novembre 1992 - 28 novembre 1992   | Jordanie                  | Amman                                                                       | Discussion avec le roi Hussein 1er de Jordanie et la reine Noor. |
| 105 | 9 février 1993 - 11 février 1993      | Viêt Nam                  | Hanoï Diên Biên Phu                                                         | Discussion sur les retrouvailles franco-vietnamiennes, la visite de Dien Bien Phu et la reprise de la coopération bilatérale, économique, culturelle et technique. |
| 106 | 11 février 1993                       | Cambodge                  | Phnom Penh                                                                  | Discussion avec Norodom Sihanouk sur la restauration de la paix, de la démocratie et de l'indépendance au Cambodge notamment. |
| 107 | 9 mars 1993                           | États-Unis                | New York                                                                    | Rencontre avec le président Clinton lors d'une visite privée. |
| 108 | 14 septembre 1993 - 16 septembre 1993 | Corée du Sud              | Séoul                                                                       | Discussion sur la coopération industrielle et technologique, le contrat TGV, la restitution d'archives coréennes, l'isolement de la Corée du Nord et l'accord entre Israël et l'OLP notamment. |
| 109 | 16 septembre 1993 - 17 septembre 1993 | Kazakhstan                | Almaty                                                                      | Discussion sur le développement des relations bilatérales et économiques entre la France et le Kazakhstan. |
| 110 | 21 septembre 1993                     | Pologne                   | Gdansk                                                                      | Intervention de Mitterrand sur l'avenir de la construction européenne, devant les étudiants de l'Université de Gdansk où il reçoit un docteur honoris causa. |
| 111 | 7 octobre 1993 - 8 octobre 1993       | Autriche                  | Vienne                                                                      | Discussion sur les relations franco-autrichiennes, la construction européenne, l'élargissement de la CEE et l'action de l'Europe face au conflit yougoslave, Vienne le 7 octobre 1993. |
| 112 | 18 octobre 1993 - 19 octobre 1993     | Yémen                     | Sanaa                                                                       | Discussion sur l'histoire de la découverte du Yémen par les Occidentaux, sur l'accession du Yémen à la réunification et la démocratie et sur les relations franco-yéménites notamment. |
| 113 | 26 octobre 1993                       | Andorre                   | Andorre-la-Vieille                                                          | Le président souligne notamment que l'existence de petits Etats indépendants est " l'une des richesses de l'Europe ". |
| 114 | 26 avril 1994 - 27 avril 1994         | Ouzbékistan               | Tachkent                                                                    | Discussion sur la coopération économique, culturelle et militaire franco ouzbèkes, sur l'ultimatum aux Serbes de Bosnie et sur les élections sud-africaines notamment. |
| 115 | 28 avril 1994 - 29 avril 1994         | Turkménistan              | Achgabat                                                                    | Discussion sur l'aide française au développement du Turkménistan et la sécurité européenne notamment. |
| 116 | 6 mai 1994                            | Royaume-Uni               | Folkestone                                                                  | Cérémonie d'inauguration conjointe du tunnel sous la Manche en présence de la reine Élisabeth II et dévoilement de la sculpture commémorative. Discussion sur les relations franco-britanniques depuis les deux guerres mondiales et les perspectives ouvertes par la construction du tunnel sous la Manche. |
| 117 | 4 juillet 1994 - 5 juillet 1994       | Afrique du Sud            | Le Cap                                                                      | Discussion avec Nelson Mandela sur les liens entre la France et l'Afrique, le rôle de l'Afrique du Sud sur le continent africain et sur l'aide de la France au développement et à la reconstruction de l'Afrique du Sud . |
| 118 | 8 septembre 1994                      | Allemagne                 | Berlin                                                                      | Restitution des secteurs français, britannique et américain, retrait des troupes alliées et pespectives de la coopération franco-allemande. |
| 119 | 14 mars 1995                          | Luxembourg                | Luxembourg                                                                  | Remise du prix Joseph Bech. Discussion sur le rôle du Luxembourg dans la construction européenne, sur la réalisation du traité de Maastricht et sur l'élargissement et l'approfondissement de l'Union européenne. |

## Analyse des voyages

### Voyages de 1981
- Le premier déplacement a lieu le 29 juin, à Luxembourg, dans le cadre du sommet européen. Les sujets de discussion sont le montant de la  contribution du Royaume-Uni au budget européen, ainsi que l'élargissement à l'Espagne et au Portugal. Les membres de la Communauté européenne refusent le plan de relance européenne par la consommation proposé par Mitterrand.
- Le deuxième déplacement a lieu le 19 juillet, dans le cadre du Sommet du G7 à Ottawa. Le Président parle alors pour la première fois à Ronald Reagan de l'Affaire Farewell, et la coopération entre les deux pays sur le sujet s'enclenche.
- Le troisième déplacement a lieu le 10 septembre, dans le cadre du premier sommet franco-britannique. Margaret Thatcher relance l'idée, précédemment évoquée, d'un tunnel sous la Manche.
- La première visite d’État du Président devait être en Israël pour marquer son engagement en faveur de l'État israélien. Le bombardement israélien de la centrale nucléaire irakienne de Tammouz le 7 juin 1981 conduit un report du voyage à mars 1982.
- Afin d'éviter que les pétrodollars des pays producteurs de pétrole ne soient retirés de la France, le Président envoie le 24 mai son frère, le général Jacques Mitterrand, pour rassurer le Roi Khaled. Celui-ci invite Mitterrand à se rendre en visite officielle à Riyad à la condition que ce soit son premier déplacement dans la région[2]. Il s'y rend le 26 septembre, et y reste jusqu'au 28[3].
- Le cinquième déplacement a lieu le 11 octobre en Égypte pour les obsèques de Anouar el-Sadate. Le Président commence à boiter, ce que la presse remarque. Cela préfigure son cancer caché de François Mitterrand.
- Le sixième déplacement a lieu le 18 octobre aux États-Unis, pour le bicentenaire des batailles de Chesapeake et Yorktown. Reagan remercie le Président d'avoir autorisé les sous-marins nucléaires américains à passer par les ports français.
- Le septième déplacement s'effectue entre le 19 et le 23 octobre 1981 au Mexique. S'il ne devait s'y rendre que le 20 pour le sommet de Cancun, le Président demande à arriver un jour plus tôt pour rencontrer le Président et bonne et due forme, ainsi que faire un discours sur la solidarité avec les pays en voie de développement[4].
- Le huitième déplacement a lieu le 26 novembre 1981 au Royaume-Uni, dans le cadre du Conseil européen. Le débat porte essentiellement sur les céréales (leur évolution des prix, la position face aux exportations américaines).
- Le neuvième voyage s'effectue entre le 30 novembre et le 1er décembre 1981 en Algérie. Il débouche sur la conclusion de nombreux accords de coopérations bilatérale, un approfondissement des relations économiques, et la baisse des tensions diplomatiques entre les deux pays[5].

### Voyages de 1982
- Le dixième voyage a lieu entre le 26 et le 27 février 1982, à Rome. Il s'agit de rééquilibrer la Communauté européenne en appuyant les pays méditerranéens, dont l'Italie. Le Président rencontre également le pape Jean-Paul II.
- Le onzième voyage a lieu entre le 3 et le 4 mars 1982 en Israël. Le Président Mitterrand entérine une politique d'ouverture à l'égard du pays, et délivre un discours devant la Knesset sur la nécessité d'une solution à deux États, provoquant une tension diplomatique avec Israël.. Il est premier président de la République française à se rendre en Israël, et le premier chef d'État depuis Louis IX.
- Le douzième déplacement a lieu entre le 12 mars 1982. La rencontre à la Maison-Blanche entre Ronald Reagan et François Mitterrand permet d'aborder les taux d'intérêt américains, l'affrontement Est-Ouest, et la stratégie latino-américaine des États-Unis. Le Président Mitterrand recommande que les Américains utilisent la stratégie française en Afrique, qu'il caractérise de « politique du tapis rouge » : « Noyez-les sous l'assistance, et ils vous rejoindront. Sinon [...] votre politique provoque[ra] la révolte et développe le marxisme »[6].
- Le treizième déplacement s'étend du 14 au 18 avril 1982, et se déroule au Japon. Le Président rencontre le Premier ministre japonais pour discuter du futur G7, ainsi que du protectionnisme japonais.
- Le quatorzième déplacement a lieu le 19 avril 1982 au Canada. Il se fait dans la continuité du voyage au Japon, sans escale à Paris. Le Président rencontre le Premier ministre canadien pour discuter du futur G7.
- Les quinzièmes au dix-neuvièmes déplacements ont lieu entre le 19 et le 25 mai 1982. Il s'agit de la première tournée Africaine du Président, qui permet de resserrer les liens avec les pays partenaires de la France. Après un premier arrêt en Algérie le 19 mai, le Président se rend en Côte d'Ivoire, au Sénégal, puis finit avec la Mauritanie.
- Le vingtième déplacement a lieu le 16 et 17 juin 1982, en Autriche, à Vienne.
- Le vingt-et-unième déplacement est une visite d'État en Espagne, du 22 au 24 juin 1982. Les sujets abordés sont l'entrée de l'Espagne dans la Communauté économique européenne, ainsi que le terrorisme basque[7].
- Les vingt-deuxièmes au vingt-cinquièmes déplacements du Président sont à l'occasion de la deuxième tournée africaine du septennat. Le 6 et le 7 octobre, le Président est au Burundi, où il négocie au sujet de la coopération franco-burundaise. Un arrêt est ensuite programmé au Rwanda le 7 octobre, puis en République démocratique du Congo, à Kinshasa, pour le neuvième sommet franco-africain, le 8. Le 11 octobre, avant de repartir, un arrêt à Brazzaville est programmé.
- Le vingt-sixième déplacement a lieu du 24 au 26 novembre, en Egypte.
- Le vingt-septième déplacement a lieu du 27 au 30 novembre, en Inde.
- Le vingt-huitième déplacement a lieu du 3 au 4 décembre, au Danemark, dans le cadre d'un Sommet européen.